# Cornelius P. Rhoads
Cornelius Packard «Dusty» Rhoads (Springfield, 9 de junio de 1898 - Stonington, 13 de agosto de 1959) fue un patólogo, oncólogo y administrador hospitalario estadounidense que estuvo involucrado en un escándalo de racismo y experimentación humana poco ética y posterior blanqueo en la década de 1930. A partir de 1940, se desempeñó como director del Memorial Hospital for Cancer Research en Nueva York; desde 1945 fue el primer director del Sloan-Kettering Institute y el primer director del combinado Memorial Sloan Kettering Cancer Center. Por sus contribuciones a la investigación del cáncer, Rhoads apareció en la portada del número del 27 de junio de 1949 de la revista Time bajo el título «Cancer Fighter».
Durante sus primeros años en el Instituto Rockefeller en la década de 1930, Rhoads se especializó en anemia y leucemia, trabajando durante seis meses en Puerto Rico en 1932 como parte del contingente de la Junta Internacional de Salud de la Fundación Rockefeller. Durante la Segunda Guerra Mundial, trabajó para el ejército de los Estados Unidos ayudando a desarrollar armas químicas y a establecer centros de investigación. La investigación sobre el gas mostaza condujo a desarrollos para su uso en quimioterapia en Sloan Kettering.
A principios de 1932, una carta que Rhoads había escrito en noviembre de 1931, que despreciaba a los puertorriqueños y afirmaba (a las que luego se refirió como bromas) que había inyectado intencionalmente células cancerosas en sus pacientes, fue entregada por un asistente de laboratorio al líder nacionalista puertorriqueño Pedro Albizu Campos. Publicó la carta en los medios de comunicación puertorriqueños y estadounidenses, lo que desembocó en un escándalo, una investigación oficial y una campaña de blanqueamiento en Estados Unidos para proteger a Rhoads y, por extensión, a los intereses de Rockefeller. En la investigación que siguió, Rhoads se defendió, diciendo que había escrito sus comentarios con ira y como una broma a un colega de Nueva York. Ni el procurador general de Puerto Rico ni la comunidad médica encontraron evidencia de que él o el proyecto estuvieran dando un tratamiento médico inadecuado, y el escándalo fue olvidado.
En 2002, la polémica se reavivó. Alertada sobre el incidente, la Asociación Estadounidense para la Investigación del Cáncer (AACR), que había establecido el Premio en Memoria de Cornelius P. Rhoads en 1979, encargó una nueva investigación. Fue dirigido por Jay Katz, profesor emérito de la Facultad de Derecho de Yale y especialista en ética médica. Concluyó que no había evidencia de experimentación humana poco ética, pero la carta era tan ofensiva que el premio debería cambiarse de nombre. AACR estuvo de acuerdo y le quitó el honor a Rhoads debido a su racismo.

## Juventud y educación
Rhoads nació el 20 de junio de 1898 en Springfield (Massachusetts), como hijo de un oftalmólogo, el Dr. George H. Rhoads, y su esposa. Recibió su educación inicial en Springfield, luego asistió a Bowdoin College en Maine, donde se graduó en 1920. Ingresó en la Facultad de Medicina de Harvard, donde se convirtió en presidente de la clase, y en 1924 recibió su doctorado en medicina cum laude. Rhoads se convirtió en interno en el Hospital Peter Bent Brigham y contrajo tuberculosis pulmonar. Durante su tratamiento y recuperación, desarrolló un interés de por vida en la investigación de enfermedades.

## Carrera temprana
Después de recuperarse de la tuberculosis, Rhoads publicó un artículo sobre la reacción a la tuberculina con Fred W. Stewart, que se convirtió  durante muchos años un estrecho colaborador. Rhoads enseñó como patólogo en Harvard y realizó investigaciones sobre procesos de enfermedades.
En 1929 Rhoads pasó a trabajar para el Instituto Rockefeller de Investigación Médica, actualmente Universidad Rockefeller, donde trabajó para Simon Flexner. También fue patólogo del personal del Hospital Rockefeller. Sus primeros intereses de investigación incluyeron la hematología y la poliomielitis. Trabajó en el Rockefeller hasta 1939.

## Puerto Rico
Mientras trabajaba para el Instituto Rockefeller, en 1931 Rhoads fue invitado por el hematólogo William B. Castle a unirse a su Comisión de Anemia Rockefeller, para realizar una investigación clínica en el Hospital Presbiteriano de San Juan de Puerto Rico. Esto era parte de la comisión sanitaria de la Fundación Rockefeller en la isla a través de la División de Salud Internacional. El interés de la investigación de Castle era la anemia por deficiencia de hierro perniciosa, específicamente causada por la anquilostomiasis parasitaria, que era endémica en la isla con tasas del 80%, y el esprúe tropical. Se acababa de desarrollar un tratamiento eficaz para este último, aunque las causas de la enfermedad siguen sin conocerse. Tan recientemente como en 2010, la revista médica Nieto Editores informó que estas condiciones seguían causando una alta mortalidad en los puertorriqueños. La causa del esprúe tropical aún no se ha identificado, pero desde la década de 1940, se puede tratar con ácido fólico y un ciclo de antibióticos de 3 a 6 meses.
Rhoads iba a ayudar a Castle y establecieron una base en San Juan, en el Hospital Presbiteriano. Rhoads mantuvo correspondencia a menudo con Simon Flexner en el Instituto Rockefeller de Nueva York en relación con sus intereses de investigación y carrera. En Puerto Rico, el grupo Rockefeller tenía más de 200 pacientes; La historiadora y especialista en ética Susan E. Lederer señala que, aunque se les conoce como pacientes, eran principalmente sujetos clínicos cuyas condiciones se estudiaron para avanzar en la investigación médica. Debido a los efectos de la anemia y la sospecha de que el esprúe tropical estaba relacionado con la dieta, Rhoads controló experimentalmente las dietas de los pacientes. Lederer señala que en cartas de esta época, Rhoads se refirió a sus pacientes como «'animales' experimentales». Escribió: «Si no desarrollan algo, ciertamente tienen la constitución de bueyes». Rhoads buscó inducir experimentalmente las condiciones que estaba estudiando en sus pacientes en lugar de simplemente tratarlos. Si desarrollaban esprúe tropical, podría tratarlo con extracto de hígado.
Castle quería realizar un estudio similar en Cidra, en conjunto con la Facultad de Medicina Tropical, que estaba realizando una investigación relacionada, pero no fue aprobado. Rhoads también recolectó muestras de suero de polio para su jefe Flexner en el Instituto Rockefeller, para lo cual fue asistido por contactos en la universidad.

### Escándalo
El 10 de noviembre de 1931, Rhoads estaba en una fiesta en la casa de un compañero de trabajo puertorriqueño en Cidra. Después de tomar unas copas, se fue y descubrió que su automóvil había sido objeto de vandalismo y varios artículos robados. Fue a su oficina, donde escribió y firmó una carta dirigida a «Ferdie» (Fred W. Stewart, un colega de Boston, que entonces trabajaba en el Memorial Hospital for Cancer Research en Nueva York).
Escribió lo siguiente:

Dear Ferdie:
The more I think about the Larry Smith appointment the more disgusted I get. Have you heard any reason advanced for it? It certainly is odd that a man out with the entire Boston group, fired by Wallach, and as far as I know, absolutely devoid of any scientific reputation should be given the place. There is something wrong somewhere with our point of view.
The situation is settled in Boston. Parker and Nye are to run the laboratory together and either Kenneth or MacMahon to be assistant; the chief to stay on. As far as I can see, the chances of my getting a job in the next ten years are absolutely nil. One is certainly not encouraged to make scientific advances, when it is a handicap rather than an aid to advancement. I can get a damn fine job here and am tempted to take it. It would be ideal except for the Porto Ricans. They are beyond doubt the dirtiest, laziest, most degenerate and thievish race of men ever inhabiting this sphere. It makes you sick to inhabit the same island with them. They are even lower than Italians. What the island needs is not public health work but a tidal wave or something to totally exterminate the population. It might then be livable. I have done my best to further the process of extermination by killing off 8 and transplanting cancer into several more. The latter has not resulted in any fatalities so far... The matter of consideration for the patients' welfare plays no role here — in fact all physicians take delight in the abuse and torture of the unfortunate subjects.
Do let me know if you hear any more news.
Sincerely, "Dusty"
Querido Freddie:
Cuanto más pienso en el nombramiento de Larry Smith, más me indigno. ¿Has oído alguna razón? Ciertamente es extraño que un hombre a mal con todo el grupo de Boston, despedido por Wallach y, por lo que yo sé, completamente vacío de reputación científica le sea dado en puesto. Hay algo equivocado en algún sitio de nuestro punto de vista.
La situación está decidida en Boston. Parker y Nye dirigirán el laboratorio juntos y bien Kenneth o MacMahon serán asistentes; el jefe que permanezca. Por lo que puedo ver, las posibilidades que yo consiga un trabajo en los próximos diez años es absolutamente cero. Uno no se ve animado a realizar avances científicos cuando resultan perjudiciales más que una ayuda para avanzar. Puedo conseguir un trabajo estupendo aquí y estoy tentado de tomarlo. Sería ideal, con la excepción de los puertorriqueños. Son sin duda la raza de hombres más sucia, perezosa, degenerada y ladrona de las que habitan el globo. Te enferma tener que vivir en la misma isla con ellos. Son incluso más bajos que los italianos. Lo que necesita la isla no es trabajos de salud pública, sino una ola gigante o algo que extermine totalmente a la población. Entonces sería vivible. He hecho lo que he podido para avanzar el proceso de exterminación matando a ocho y transplantando cáncer a varios más. Esto último no ha resultado en fallecimientos hasta el momento... El asunto de considerar el bienestar de los pacientes no tiene ningún papel - de hecho, todos los médicos se alegran de poder abusar y torturar a los infortunados sujetos.
Mantenme informado si oyes alguna cosa más.
Sinceramente, Dusty

Su carta no enviada fue encontrada por uno de sus empleados y circuló entre los trabajadores de la Comisión de Anemia. Cuando Rhoads se enteró de esto, rápidamente se disculpó públicamente en una reunión de todo el personal y los médicos. Poco después, se sintió consternado al escuchar que la carta iba a ser discutida en una reunión de la Asociación Médica de Puerto Rico. Dado que las relaciones se habían deteriorado localmente, regresó a Nueva York en diciembre de 1931.

### Publicidad e investigaciones

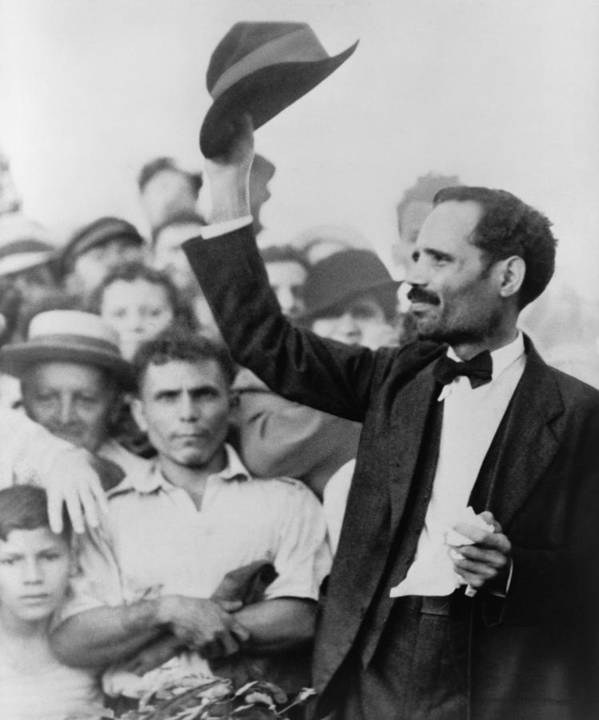
Pedro Albizu Campos

A finales de diciembre dimitió el extécnico de laboratorio de Rhoads, Luis Baldoni; más tarde testificó que temía por su seguridad. En enero de 1932 entregó la carta de Rhoads a Pedro Albizu Campos, presidente del Partido Nacionalista Puertorriqueño. Albizu Campos buscó publicidad sobre el incidente, enviando copias de la carta a la Liga de Naciones, la Unión Panamericana, la Unión Estadounidense por las Libertades Civiles, periódicos, embajadas y el Vaticano.
Además de distribuir la carta a los medios, Albizu escribió la suya propia, acusando que Rhoads era parte de un complot estadounidense para exterminar a los puertorriqueños. Vinculó la carta con otras quejas sobre el imperialismo estadounidense, diciendo que los gobernadores estadounidenses en Puerto Rico fomentaron la emigración laboral en lugar de mejorar el empleo y promovieron el control de la natalidad, que era ofensivo para la mayoría de los residentes católicos. Más tarde, ese mismo año, el gobernador Beverley tuvo que enfrentarse a una crisis política mayor que la carta de Rhoads, por sus propios comentarios alentando el uso de métodos anticonceptivos en la isla. Los residentes estaban indignados y fue destituido de su cargo.
Una fotografía de la carta de los Rhoads fue publicada el 27 de enero de 1932 en La Democracia, el periódico unionista de Antonio Rafael Barceló, con una traducción al español de toda la carta. No apoyaba la teoría de Albizu Campos de una conspiración de Estados Unidos contra Puerto Rico. El 13 de febrero, El Mundo publicó la carta completa, tanto en español como en inglés.
La carta de Rhoads creó una de las primeras crisis para James R. Beverley, recién nombrado gobernador interino de Puerto Rico. Afirmó que la carta era una «confesión de asesinato» y «una difamación contra el pueblo de Puerto Rico», y ordenó una investigación, uno de sus primeras decisiones. Beverley dijo de Rhoads que «era un maldito estúpido [...] un buen médico, pero no muy fuerte mentalmente en nada más». Rhoads, ya de regreso en Nueva York, dio a conocer una respuesta oficial a los medios y al gobernador. Insistió en que estaba bromeando en su carta, que pretendía ser confidencial, calificándola de «composición fantástica y lúdica escrita enteramente para mi propia diversión y pensada como una parodia de las supuestas actitudes de algunas mentes estadounidenses en Puerto Rico», explicando que «nunca tuvo la intención de significar más que lo contrario de lo que se dijo». Rhoads se ofreció a volver para aclarar las cosas, pero nunca lo hizo. La investigación del gobernador concluyó que Rhoads no cometió los actos incluidos en su carta, ni ningún otro delito.
Rhoads y su trabajo fueron investigados por el procurador general de Puerto Rico Ramón Quiñones, con revisión de aspectos médicos por el Dr. P. Morales Otero, representante de la Asociación Médica de Puerto Rico, y el Dr. E. Garrido Morales, representante del Comisionado de Salud. Se tomó testimonio jurado de varios de los pacientes de Rhoads, así como de sus colegas, incluidos Castle, William Galbreath y George C. Payne. Revisaron los expedientes de los 257 pacientes tratados por Rhoads y la Comisión Rockefeller, incluidos los 13 pacientes que murieron durante este período. No encontraron evidencia de los crímenes descritos en la carta no enviada por correo de Rhoads. El fiscal general y la comunidad médica se unieron para absolver a Rhoads de los cargos nacionalistas de que él era parte de un complot estadounidense para exterminar a los puertorriqueños. Rhoads fue objeto de investigaciones separadas ordenadas por el gobernador estadounidense en funciones de Puerto Rico, Beverley, y el Instituto Rockefeller, y «ninguno [...] pudo descubrir ninguna evidencia de que el Dr. Rhoads hubiera exterminado a ningún puertorriqueño».
Confirmado en el siglo XXI por el relato de Lederer, «los registros del Hospital Presbiteriano de San Juan de Puerto Rico, donde Rhoads había realizado su investigación, revelaron que ningún paciente bajo el cuidado del joven patólogo había muerto en circunstancias sospechosas». Además, los investigadores «no pudieron confirmar la otra afirmación de Rhoads (omitida en el relato de Time ) de que había ‹trasplantado cáncer a varios pacientes›».
Durante las investigaciones, Ivy Lee, quien manejaba las relaciones públicas de la familia Rockefeller, y un equipo del Instituto comenzaron una campaña para defender la reputación de Rhoads. Era visto como un investigador prometedor. La Fundación Rockefeller también quería proteger su relación de trabajo con las organizaciones médicas en Puerto Rico y evitar problemas con los críticos de la experimentación humana en los Estados Unidos. A principios de la década de 1930, hubo un resurgimiento del movimiento anti viviseccionista en los Estados Unidos, al que también le preocupaba el uso de poblaciones vulnerables como sujetos humanos de experimentación: niños (especialmente huérfanos ), prisioneros y soldados. Como observó Lederer, «algunos miembros de la comunidad médica [...] monitorearon la prensa popular y médica». Francis Peyton Rous, del Instituto Rockefeller, era el editor del Journal of Experimental Medicine durante las décadas de 1930 y 1940. Aunque aceptó pocos artículos sobre investigación clínica, tuvo cuidado con su redacción en un esfuerzo por evitar las críticas de los antiviviseccionistas.
Lee tuvo acceso a versiones de los artículos sobre la controversia tanto del The New York Times como de Time antes de que se publicaran. Convenció a Time para que eliminara las palabras «y trasplantar cáncer en varios más» de la versión publicada de la carta. Además, basándose en el testimonio positivo de algunos pacientes, The New York Times tituló su artículo como «Los pacientes dicen que Rhoads salvó sus vidas» y también informó sobre este aspecto. Rhoads había regresado a Nueva York antes de que estallara el escándalo en Puerto Rico. Después del informe del fiscal general y el del Instituto Rockefeller en 1932, la controversia se desvaneció rápidamente en los Estados Unidos.
La reacción al escándalo de Rhoads y la controversia se mezclaron en los Estados Unidos, en parte debido a la campaña de Rockefeller. Starr dice (en su artículo de 2003 sobre el escándalo) que los colegas de Rhoads no creyeron en el intento del investigador de presentar su carta como una «composición fantástica y lúdica [...] pensada como una parodia». Algunos estaban preocupados por la salud mental de Rhoads en ese momento. Un superior descartó el incidente como un caso de ingratitud local. La revista Time tituló el incidente como «Porto Ricochet»; Starr sugiere que querían decir que el trabajo humanitario de Rhoads en Puerto Rico se había vuelto contra él.
En Puerto Rico, Albizu Campos utilizó el escándalo de Rhoads como parte de su campaña anticolonial, atrayendo seguidores al Partido Nacionalista. En 1950, los activistas independentistas puertorriqueños, Oscar Collazo y Griselio Torresola, intentaron asesinar al presidente Truman para llevar su causa a la escena mundial. Al ser entrevistado posteriormente, Collazo dijo que de joven, en 1932, escuchó a Albizu Campos hablar sobre la carta de Rhoads y decidió dedicar su vida al movimiento nacionalista.

## Hematología
Tras de su estancia en Puerto Rico, en 1933 Rhoads fue elegido para dirigir un servicio especial en el Instituto Rockefeller en hematología clínica, para estudiar enfermedades de los órganos hematopoyéticos. Se basó en su investigación sobre la anemia y el esprúe tropical. En 1934, Rhoads y otro investigador publicaron los resultados del éxito en el uso de la terapia con extracto de hígado para tratar el esprúe tropical (y aliviar la anemia). Su trabajo fue reconocido por otros en el campo como un beneficio que contribuye al tratamiento de la enfermedad.

## Memorial Hospital y Segunda Guerra Mundial
En 1940, Rhoads fue seleccionado como director del Memorial Hospital, que se dedicaba a la atención e investigación del cáncer, y recientemente se había mudado a un nuevo edificio. Rhoads fue seleccionado por su interés en la investigación clínica, además de la investigación de laboratorio, ya que el hospital hacía tanto investigación como tratamiento. Sucedió a James Ewing, un destacado oncólogo. Ewing había escrito sobre el trasplante de cáncer en 1931, un tema al que se había referido Rhoads en su escandalosa carta escrita en noviembre de ese año. En 1941, Rhoads estaba estudiando el uso de radiación para tratar la leucemia.
Durante la Segunda Guerra Mundial, Rhoads fue comisionado como coronel y asignado como jefe de medicina en la División de Armas Químicas del Ejército de los EE. UU. Estableció los laboratorios de armas químicas del ejército en Utah, Maryland y Panamá. Con su entusiasta participación, se llevaron a cabo experimentos secretos en más de 60000 soldados estadounidenses que incluían pruebas basadas en la raza, en las que participaron afroamericanos, japoneses y puertorriqueños. Muchos sufrieron secuelas debilitantes de por vida. Por este trabajo, ganó la Legión al Mérito por «combatir el gas venenoso y otros avances en la guerra química» en 1945.
Debido a sus estudios de víctimas del gas mostaza de un accidente durante la guerra en Italia, Rhoads se interesó en su potencial para el tratamiento del cáncer. Durante el resto de su vida, su interés se centró en la investigación de la quimioterapia para el tratamiento del cáncer, pero se desempeñó principalmente como administrador y director científico en  los centros Memorial y Sloan-Kettering. A partir de estudios sobre el gas mostaza, desarrolló un fármaco llamado mecloretamina o Mustargen. Su éxito en los ensayos clínicos durante los años de guerra fue la base para el desarrollo del campo de la quimioterapia contra el cáncer. Rhoads también se interesó en la irradiación corporal total, lo que llevó a los primeros trabajos sobre quimioterapia.

## Posguerra
En 1945 se fundó el Sloan-Kettering Institute como centro de investigación cotntra el cáncer, con la esperanza de que un enfoque industrial de la investigación produjera una cura. Se inauguró en 1948. Mientras todavía era director del Memorial, desde 1945 hasta 1953 Rhoads también ejerció como el primer director del Instituto Sloan-Kettering. Fue «elogiado por Memorial por su ‹papel esencial en la evolución del hospital hacia un centro médico moderno›». Como director de Sloan-Kettering, supervisó también la investigación relacionada con los experimentos de radiación del Departamento de Defensa hasta 1954. Por ejemplo, ese año, un equipo de Sloan-Kettering comenzó un estudio de varios años sobre el «Síndrome posirradiación en humanos».
En 1953, Rhoads dio un paso atrás y se convirtió en director científico del recién fusionado Memorial Sloan-Kettering Cancer Center. También continuó como director científico de las operaciones de Sloan-Kettering. También fue asesor de la Comisión de Energía Atómica de los Estados Unidos en materia de medicina nuclear. Financiación de AEC apoyaron la investigación de Sloan-Kettering sobre el uso de yodo para transportar la radiación a los tumores cancerosos.
Rhoads continuó sirviendo como director científico del Memorial Sloan-Kettering Cancer Center hasta su muerte. Falleció de una oclusión coronaria el 13 de agosto de 1959 en Stonington (Connecticut). En 1979, en el vigésimo aniversario de su muerte, la Asociación Estadounidense para la Investigación del Cáncer estableció el Premio en Memoria de Cornelius P. Rhoads en su honor, como un premio anual a un joven investigador prometedor.

## Reconocimientos
- Legión al Mérito en 1945 por el trabajo de Rhoads para el ejército de los EE. UU. durante la Segunda Guerra Mundial.[7]
- Le otorgado tres doctorados honoris causa, dos en ciencias y uno en derecho.
- Galardonado póstumamente con el premio Katherine Berkin Judd por sus destacadas contribuciones a la investigación oncológica.[10]
- La Asociación Estadounidense para la Investigación del Cáncer (AACR) estableció póstumamente el Premio en Memoria de Cornelius P. Rhoads en su honor en 1979. (En 2002, cambió el nombre del premio debido al racismo de Rhoads expresado en su carta de 1932)[8]

## Resurgimiento de la controversia
En 1982, el científico social y escritor puertorriqueño Pedro Aponte-Vázquez descubrió nueva información en varios archivos que planteaba interrogantes sobre las investigaciones realizadas sobre el Proyecto Rhoads y Rockefeller. El más destacado entre sus hallazgos fue una carta de 1932 escrita por el gobernador Beverly al director asociado de la Fundación Rockefeller, indicando que Rhoads había escrito una segunda carta «incluso peor que la primera» y que, según Beverley, el gobierno [puertorriqueño] había reprimido y destruido. En 1932, el fiscal general de Puerto Rico, con la ayuda de médicos puertorriqueños de primer nivel, había investigado todo el trabajo de Rhoads y el Proyecto Rockefeller, incluidas 13 muertes que ocurrieron entre casi 300 pacientes tratados. No encontraron evidencia de delitos o delitos. Además, el superior de Rhoads en el Proyecto Rockefeller había realizado una investigación de cerca de los 13 pacientes que murieron bajo el mandato de Rhoads, pero no encontró evidencia de irregularidades. Pero en 1982 Aponte-Vázquez instó al Departamento de Justicia de Puerto Rico a reabrir el caso. Se negó porque Rhoads había fallecido hacía tanto tiempo.
Como contexto se debe mencionar que de 1913 a 1951, el Dr. Leo Stanley, jefe de cirugía de la Prisión de San Quintín realizó experimentos en cientos de prisioneros: implantes testiculares de cadáveres o animales (ovejas, cabras o jabalíes) en prisioneros, esterilizaciones y castraciones. Y en 1932 comenzó el experimento Tuskegee por el que seiscientos aparceros afroestadounidenses, en su mayoría analfabetos, fueron estudiados para observar la progresión natural de la sífilis si no era tratada y si se podía llegar hasta la muerte.
En 2002, Edwin Vázquez, profesor de biología de la Universidad de Puerto Rico, se encontró con la carta de Rhoads de 1932 y se puso en contacto con la Asociación Estadounidense para la Investigación del Cáncer (AACR) al respecto. Dada la naturaleza ofensiva de la carta, exigió que el nombre de Rhoads fuera eliminado del premio AACR. Otros también se comunicaron con la AACR, incluyendo el Secretario de Estado de Puerto Rico, Ferdinand Mercado. La reactivación del tema generó una nueva ola de publicidad. La AACR, que dijo no tener conocimiento de la controversia de 1932, encargó una investigación dirigida por Jay Katz, un bioético de la Universidad de Yale. Katz dijo que aunque «no había evidencia de que el Dr. Rhoads matara a pacientes o trasplantara células cancerosas, la carta en sí era lo suficientemente censurable como para eliminar su nombre del premio». La AACR estuvo de acuerdo con su conclusión.

Eric Rosenthal de Oncology Times en 2003 caracterizó el caso como que la AACR tenía que «lidiar con la vergüenza de que la historia se pusiera al día con las sensibilidades modernas». Escribió,
El complicado legado de Cornelius «Dusty» Rhoads, que murió en 1959, no debe hacer que la sociedad promueva ni niegue su existencia, sino que debe brindar una perspectiva que no apruebe lo que escribió o pensó, ni el encubrimiento del incidente por parte de instituciones y medios de comunicación en la década de 1930, por eso le otorga el crédito apropiado por sus logros, así como el reconocimiento de sus faltas y pecados.
En 2003, la AACR cambió el nombre del premio, despojando póstumamente del honor a Rhoads. La AACR indicó que el nuevo nombre sería retroactivo y los ganadores anteriores recibirían placas actualizadas.

## Representación en otros medios de comunicación
- Aponte-Vázquez publicó por su cuenta un libro en 2005 titulado The Unsolved Case of Dr. Cornelius P. Rhoads: An Indictment [El caso no resuelto del Dr. Cornelius P. Rhoads: una acusación]; escribe sobre este tema a través de su blog y su sitio web personal.
- Durante la década de 1980, el grupo puertorriqueño de comedia y sátira política, Los Rayos Gamma, realizó parodias de Rhoads con Jacobo Morales interpretando a Cornelio Rodas como un científico loco, como Frankenstein, empeñado en la eliminación de los puertorriqueños.[42]
- Roberto Busó-García escribió y dirigió la película dramática, The Condemned (2013), que dijo que se basaba libremente en la controversia de los Rhoads en Puerto Rico.[43]